# Mercado Bengalí
El Mercado Bengalí es uno de los mercados más antiguos y populares de Nueva Delhi. También se refiere a la zona residencial vecina, cerca de Triveni Kala Sangam y la casa Mandi. Es un centro cultural, a sólo unos kilómetros de distancia de Connaught Place. Construido por el bengalí Mal Lohia en 1930, también era conocido previamente como el Mercado Mal bengalí. Se trata de un mercado relativamente pequeño, que comprende varias tiendas situadas de una manera circular alrededor de una rotonda de tráfico. Hoy en día es famosa por su comida de calle del norte de la India, y tiendas de venta de golosinas, tales como dulces de Nathu y Bengalíes. Las estaciones de metro más cercanas son Casa Mandi y carretera Barakhamba.